# Анджело Бруно
Анджело Бруно (ім'я при нар. Анджело Анналоро) (21 травня 1910 — 21 березня 1980) — американський гангстер сицилійського походження, голова філадельфійської кримінальної сім'ї протягом 1959—1980 рр.

## Біографія

### Юність
Анджело Бруно (на час народження — Анджело Анналоро) народився в місті Віллальба, провінція Кальтаниссетта на Сицилії. У підлітковому віці емігрував до Сполучених Штатів та оселився у Філадельфії разом із братом Віто. Прізвище «Анналоро» Бруно сам виправив на прізвище своєї бабці за батьківською лінією. Перші роки життя в Філадельфії звели його з місцевими представниками криміналітету, що й стало основою для його подальшого зарахування в ряди мафії.
Уперше Бруно заарештували через порушення правил дорожнього руху у 1928 році. Пізніші арешти стосувались порушень правил використання вогнепальної зброї, нелегального виробництва алкогольних напоїв, організації незаконних азартних ігор, крадіжок тощо.

### Організована злочинність
До 1957 року головою філадельфійського кримінального світу був Джузеппе «Джозеф» Іда. У цьому році він був змушений виїхати до Італії (головним чином, внаслідок своєї участі на зустрічі мафіозі в Апалачині). Своїм наступником Іда призначив Антоніо Доменіка Полліну (Antonio Domenick Pollina), який, своєю чергою, одразу ж віддав наказ позбутися свого головного конкурента в особі Анджело Бруно. Призначений виконавець вбивства натомість розповів Анджело Бруно про плани нового боса. Бруно звернувся до вищої мафіозної ради — Комісії, яка проаналізувала випадок та надала Бруно дозвіл на вбивство Полліни. Бруно, своєю чергою, не вдався до безпосередньої ліквідації Полліни, а змусив того відмовитись від будь-якого ведення справ. Вже незадовго до вбивства Бруно у 1980 році, Полліна звернувся до Бруно з проханням призначити його своїм консильєрі, на що Бруно відповів відмовою та надав цю посаду своєму майбутньому вбивці Антоніо Капонігро.
У 1959 році Бруно став новим головою філадельфійської кримінальної сім'ї. За два десятиліття головування Бруно вдалось уникнути масштабних кривавих спалахів насильства на своїй території та надто пильного контролю з боку правоохоронних органів. Найбільш тривалим ув'язненням Бруно був його дворічний арешт за відмову свідчити перед Великим журі Верховного Суду США.
Бруно дотримувався «традиційного» типу ведення мафіозної діяльності, відкидаючи можливість наркоторгівлі у своїй діяльності. Основними джерелами доходів були азартні ігри, букмекерська справа, лихварство. З часом Бруно дозволив вести справи з наркотиками іншим бандам у Філадельфії, за що вимагав частину від прибутку. Цей факт і став однією з головних причин невдоволення головуванням Бруно всередині свого ж найближчого оточення.
Основним методом впливу Бруно було хабарництво. Брутальні методи як залякування, тортури та вбивство не заохочувались Бруно, через що деяких гангстерів він спрямовував до інших міст.

### Останні роки
З легалізацією ігорного бізнесу та казино в Атлантік-Сіті у 1976 році прибутки мафії та філадельфійської сім'ї постійно зростали, що і привернуло увагу більш могутніх кримінальних угрупувань з Нью-Йорку. Останні не вважали правильним факт того, що ця територія контролюється виключно філадельфійцями. Ескалація конфлікту у разі відмови була очевидною та ставила Бруно та його оточення у надто небезпечне становище. Бруно вирішив прийняти таке рішення, що стало ще однією причиною невдоволення його керівництвом серед деяких представників найближчого оточення.
Непопулярні серед власного оточення кроки Бруно призвели до його вбивства 21 березня 1980 року. Вважається, що безпосереднім виконавцем виступив консильєрі Бруно Антоніо Капонігро.
Тіло Капонігро було знайдено у багажнику автомобіля за декілька тижнів після вбивства Бруно. В його задньому проході було виявлено декілька купюр загальною вартістю бл. 300 доларів (символ жадібності вбитого). Вища мафіозна рада («Комісія») замовила вбивство Капонігро через те, що він здійснив вбивство Бруно без дозволу. Імовірно, що член нью-йоркської кримінальної сім'ї Дженовезе, Франк Тієрі, маніпулював Капонігро, щоб таким чином суттєво послабити філадельфійську сім'ю.

## У популярній культурі
Персону Анджело Бруно зіграв Чез Палмінтері у фільмі «Легенда» (2015, реж. Браян Гельґеланд) та Гарві Кейтель у фільмі «Ірландець» (2019, реж. Мартін Скорсезе).